# Designmuseum (Helsinki)
Het Designmuseum (Fins:Designmuseo/Zweeds:Designmuseet) is een museum gewijd  aan industriële vormgeving, grafische vormgeving en mode in de Finse hoofdstad Helsinki, waar het zich bevindt in de wijk Kaartinkaupunki. Het museum werd opgericht in 1873 en is daardoor een van de oudste designmuseums in de wereld. Het heeft een grote collectie van zowel Finse als internationale ontwerpen en heeft een permanente expositie die de ontwikkeling van Fins ontwerp laat zien van 1870 tot aan tegenwoordig. Het museum bevindt zich sinds 1978 op zijn huidige locatie, waar dichtbij ook het Museum voor Finse architectuur ligt.
Tot de collectie behoren meubelen ontworpen door Alvar Aalto en Lapponia juwelen.